# Aldo Morandi
Aldo Morandi, de nombre real Riccardo Formica, (Trapani, 4 de agosto de 1896 - Milán, 28 de enero de 1975) fue un militar italiano antifascista que combatió en las Brigadas Internacionales durante la guerra civil española, donde alcanzó el grado de teniente-coronel.

## Biografía

### Primeros años
Hijo de un oficial del ejército, asistió a la Escuela Naval y participó en la Primera Guerra Mundial con el grado de alférez en la "Brigata Marina", que se convertiría en el Batallón de San Marcos.
Se adhirió a las Juventudes Socialistas en 1919 y en Trieste llevó a cabo labores políticas y organizativas. En 1921 se incorporó al Partido Comunista Italiano. Acusado de estar en contacto con elementos subversivos, de participar en reuniones políticas y de propaganda entre los marineros, fue acusado de falsificación de documentos. El Tribunal Militar de Florencia lo condenó a tres meses de prisión y lo expulsó del Ejército. Morandi argumentó que las acusaciones eran falsas, hechas por su compromiso político. Se afincó en Legnano en 1922 y se convirtió en secretario de la sección local del Partido Comunista, siendo atacado y golpeado por los fascistas, mientras colaboraba para la prensa clandestina La Verità, La Recluta, La Caserma, periódicos propagandistas. También falsificó documentos y pasaportes para miembros de los grupos clandestinos que operaban a través de la frontera. Fue vigilante nocturno en una fábrica textil, trabajador, albañil y empleado de banca.
En 1923 fue detenido en Florencia por actividad política ilegal y condenado a siete meses de prisión. En 1924 fue arrestado por los mismos cargos en Pistoia, debiendo cumplir cuatro meses en la cárcel. En 1925 la Fiscalía Militar de Bolonia lo acusó de haber proporcionado a una pareja la documentación de un falso matrimonio, uno de ellos Umberto Terracini. En 1926 fue detenido junto con otros dos compañeros en la estación de Milán. Para evitar la cárcel huyó a Francia, Bélgica y Checoslovaquia, países de los que fue expulsado.

### Guerra civil española
En agosto de 1936 se encontraba en Francia, donde el Partido Comunista Francés realizaba una intensa campaña para reclutar soldados para las Brigadas Internacionales que lucharan en el guerra civil española contra el ejército sublevado. El 30 de noviembre llegó a España y se afilió al Partido Comunista. En la base de las Brigadas Internacionales en Albacete fue nombrado capitán y comandante del Batallón Mixto de Educación. El 23 de diciembre se convirtió en jefe del Estado Mayor de la XIV Brigada Internacional, cuya primera acción de combate fue en el frente de Andalucía. Después llegaría el frente de Madrid: El 14 de febrero fue nombrado comandante de los batallones 21 y 24 que lucharon en la batalla del Jarama donde fue herido en el muslo. Posteriormente asumió el mando de la 86.ª Brigada Mixta y la 63.ª División, en el frente de Córdoba.
En febrero de 1938 pasó a mandar la recién constituida división «Extremadura», con la que llegó a operar en el frente de Levante.

### Segunda Guerra Mundial y últimos años
Se encontraba en Francia cuando estalló la Segunda Guerra Mundial y con la ocupación nazi del país, es buscado por la Gestapo, por lo que huyó a Suiza, país en el que las autoridades lo juzgaron por inmigración ilegal y fue enviado a un campo de trabajo en Gordola, donde permaneció hasta el final de la guerra. En mayo de 1945 regresó a Milán y se convirtió en miembro del Comité Directivo de la Federación de los Socialistas Europeos, pero en 1947 abandonó el Partido Socialista y se unió al Movimiento Federalista Europeo de Altiero Spinelli donde llegó a ser Secretario Regional.

## Obras
- In nome della libertà, diario de Riccardo Formica, alias Aldo Morandi, editado por Pietro Ramella, Mursia, 2003.